# Wäinö Aaltonen
Wäinö Aaltonen (8. března 1894 Karinainen, Finsko – 30. května 1966 Helsinky, Finsko) byl finský umělec a sochař.

## Dílo
Mezi jeho práce patří bronzová socha finského sportovce Paava Nurmiho, kterou vytvořil v roce 1924 a která se nachází na olympijském stadionu v Helsinkách. Dále pak portrét národního skladatele Jeana Sibelia, který je umístěn ve švédském Göteborgu, náhrobek finského polního maršála a prezidenta Gustafa Mannerheima z roku 1953, který se nachází na vojenském hřbitově v Hietaniemi, socha finského dirigenta a skladatele Toiva Kuuly ve Vaase a památník finského spisovatele Aleksise Kiviho v Tampere a Helsinkách. V neposlední řadě pak nadživotní busta Johannese Gutenberga v Mohuči z roku 1962.

## Galerie

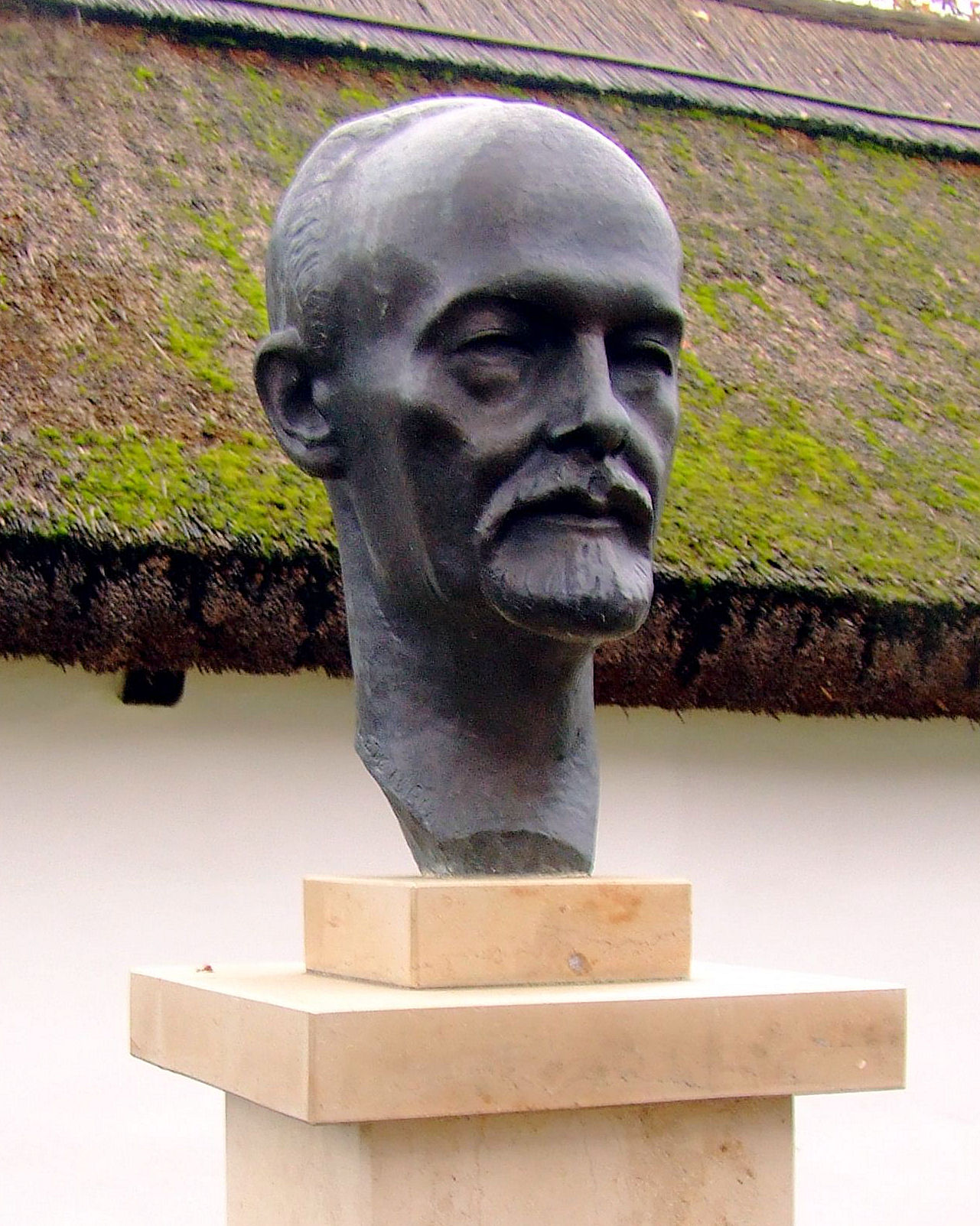
Busta Otto Manninena
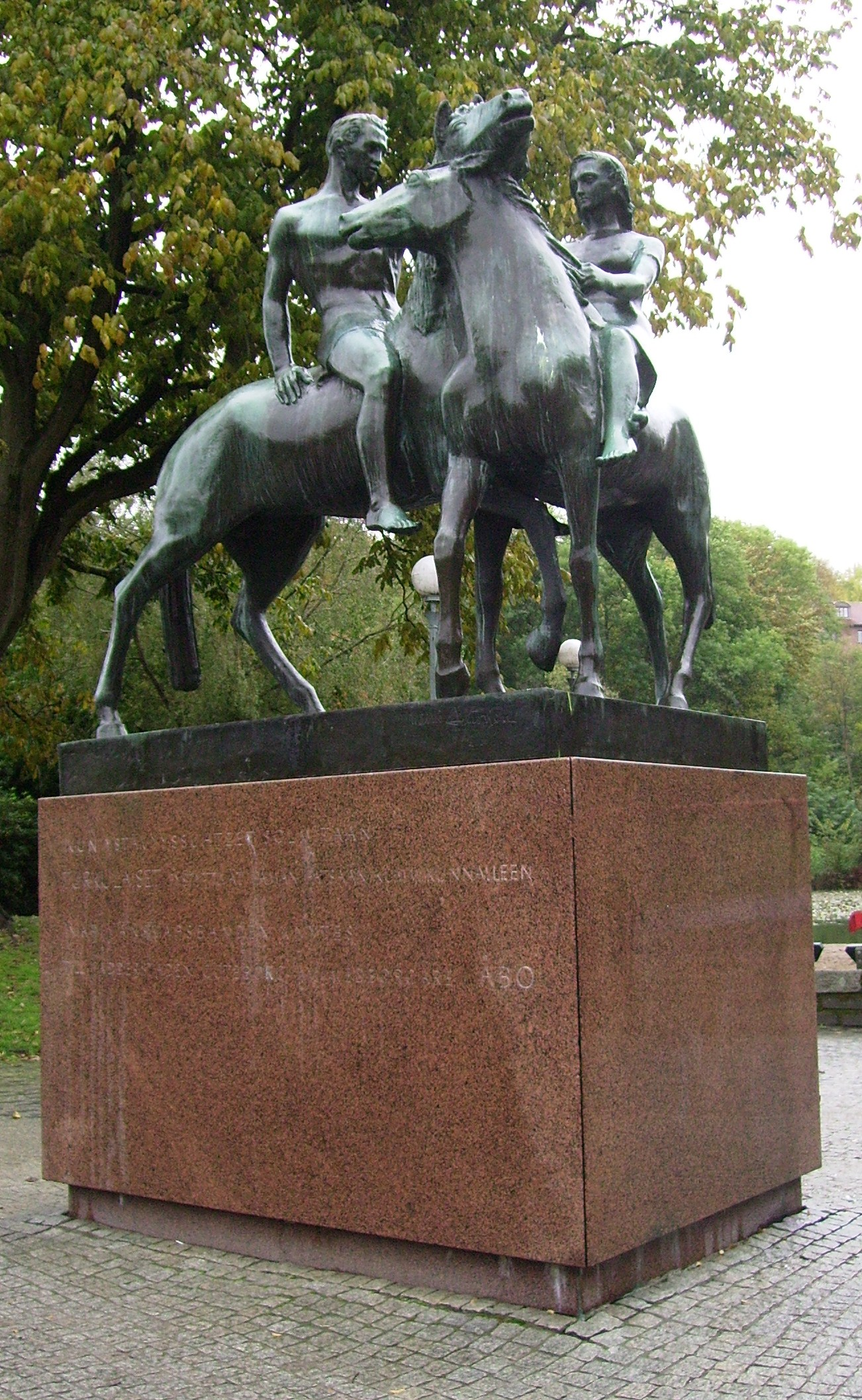
Sousoší v Göteborgu
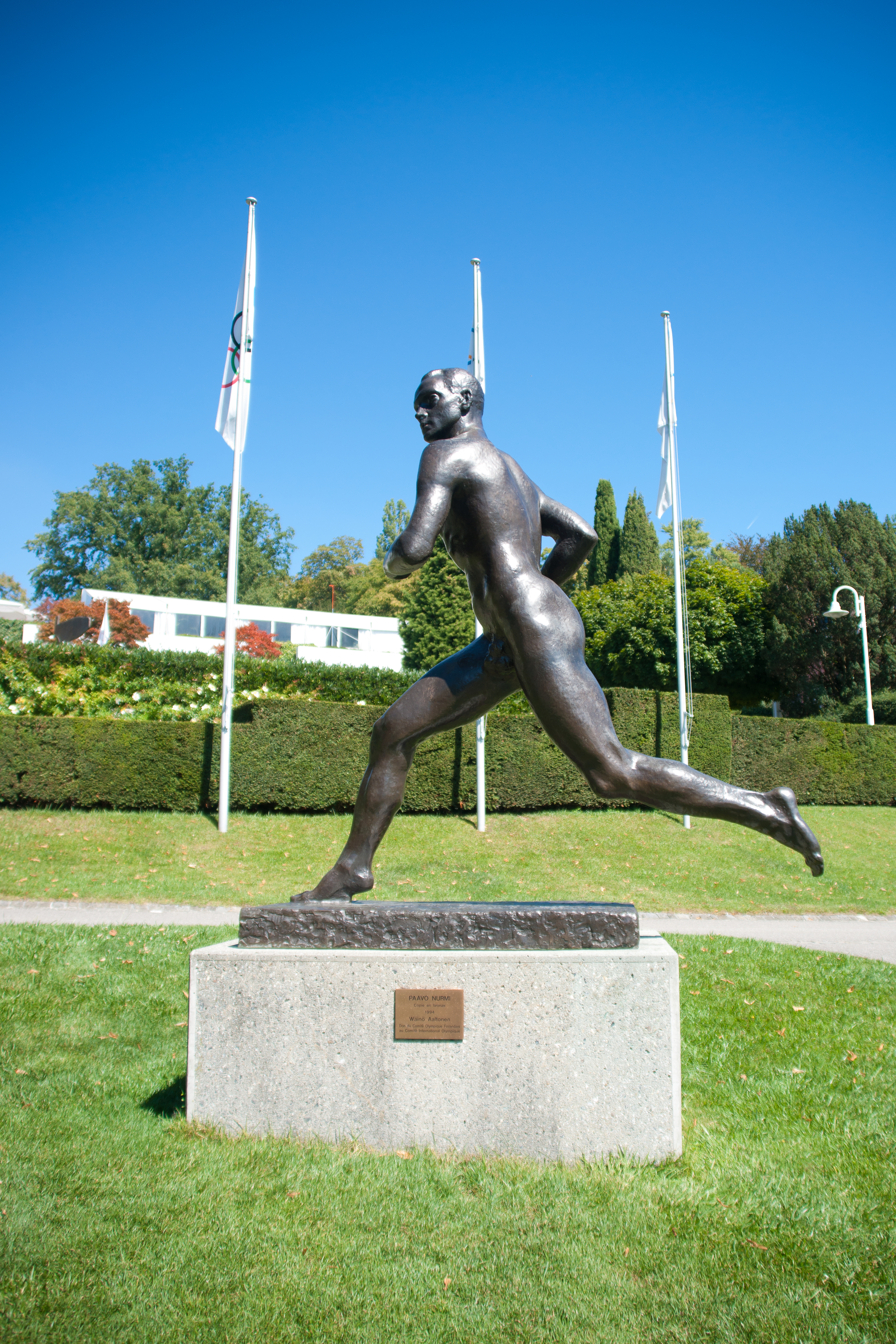
Socha Paava Nurmiho